# Сайтун
Сайтун (годы рождения и смерти неизвестны) — армянский князь Нижнего Хачена с 1456 года. Сын князя Агбаста. Упоминается в одной из надписей Гандзасара датируемой 1467 годом. Предположительно, от его имени происходит название села Сейтишен в Нагорном Карабахе.